# Râul Voinești, Bahlui
Râul Voinești este un curs de apă, afluent al râului Bahlui.